# 不動産投資顧問業
不動産投資顧問業（ふどうさんとうしこもんぎょう）とは、不動産投資に関する投資一任業務又は投資助言業務を営む者に関する、国土交通省による任意の登録制度である。

## 概要
「不動産投資顧問業登録規程」（平成12年建設省告示第1828号）（以下「規程」）に基づくものであり、国土交通省不動産・建設経済局不動産市場整備課投資顧問業係が担当である。
任意の登録制度であり、不動産投資顧問の業務を実施するのに登録は必須ではない。
なお、金融商品取引法の「不動産関連特定投資運用業」の人的要件として、「総合不動産投資顧問業者としての登録を受けている者であること、 又はその人的構成に照らして、当該登録を受けている者と同程度に不動産関連特定投資運用業を公正かつ適確に遂行することができる知識及び経験を有し、かつ、十分な社会的信用を有する者であると認められること」と定められている。

## 種類
不動産投資顧問業には、「一般不動産投資顧問業」と「総合不動産投資顧問業」の2種類がある（以下、規程第2条の定義）。
- 「一般不動産投資顧問業」とは、顧客に対して投資助言契約に基づく助言を行う営業をいう。
- 「総合不動産投資顧問業」とは、投資一任契約に基づく不動産取引等を行う営業並びにその営業及び一般不動産投資顧問業の双方を行う営業をいう。

## 登録要件
登録申請者又は重要な使用人が以下の資格を有していることが求められる。
- 公認 不動産コンサルティングマスター、ビル経営管理士、不動産証券化協会認定マスター、不動産鑑定士
- 弁護士又は公認会計士であって不動産に係る業務に携わった経験のあること

## 登録の実績
不動産投資顧問業者登録簿に登録された不動産投資顧問業者は、国土交通省の「不動産投資顧問業データベース」に拠ると、登録番号は、総合不動産投資顧問業者は161番まで、一般不動産投資顧問業者は登録番号は1,339番まであるため、それぞれの番号が延べ登録者数であると考えられる（2021年1月19日閲覧時点）。